# Liste der Wappen in Nürnberg
Die Liste der Wappen in Nürnberg zeigt die Wappen in der fränkischen Großstadt Nürnberg.

## Stadt Nürnberg
Die derzeit verwendeten Wappen der Stadt Nürnberg wurden durch den Nürnberger Stadtrat 1963 beschlossen.
| Wappen | Art            | Beschreibung |
| ------ | -------------- | --- |
|        | Großes Wappen  | Das Große Stadtwappen zeigt auf lichtblauem Grund einen goldenen Adler mit naturfarbenem jugendlichen Königskopf, der eine goldene Blattkrone trägt und von herabwallendem Haar umrahmt ist. |
|        | Kleines Wappen | Das Kleine Stadtwappen zeigt in gespaltenem Schild auf der – heraldisch – rechten goldenen Hälfte, d. h. vom Beschauer gesehen links, den halben schwarzen Reichsadler mit roter Zunge, goldenem Fang und goldenem Schnabel, während die andere Hälfte fünfmal schräg rechts geteilt ist, so dass sechs Schrägstreifen entstehen, die oben mit Rot beginnen und in den Farben Rot und Silber abwechseln. |

## Ehemalige Gemeinden mit eigenem Wappen
| Wappen | Ort                             | Entwurf          | Beschluss | Genehmigung                  | Beschreibung |
| ------ | ------------------------------- | ---------------- | --- | ---------------------------- | --- |
|        | Gemeinde Boxdorf                |                  | Geschichtlicher Ursprung um 1100 n. Chr. Das Wappen wurde im Jahre 1962 vom Gemeinderat Boxdorf angenommen.                 |                              | “Der fünfmaligen Schrägteilung von Rot und Silber aufgelegt eine geschweifte, gestürzte grüne Spitze, darin eine silberne Plugschar.” An die engen Verbindungen zur Reichsstadt Nürnberg und zum Königshof Fürth erinnern der Hintergrund im Schild sowie die Wappenfarben Silber und grün. Die Pflugschar betont die landwirtschaftliche Struktur des Ortes, der inmitten des sogenannten Knoblauchslandes liegt. |
|        | Gemeinde Brunn                  |                  | |                              | |
|        | Gemeinde Fischbach bei Nürnberg |                  | Das Wappen wurde von 1961 bis zur Eingemeindung 1972 geführt und geht auf ein Siegel aus dem späten 19. Jahrhundert zurück. |                              | In Blau ein goldener Schrägwellenbalken, belegt mit einem schwimmenden blauen Fisch. |
|        | Gemeinde Großgründlach          |                  | |                              | |
|        | Gemeinde Katzwang               | Entwurf von 1939 | Gemeinderat im Jahr 1951 | Ministerium des Inneren 1951 | Der Bischofsstab im Wappen geht auf Kloster Ebrach zurück, welches einen starken Einfluss auf die Region gehabt haben muss. Der Ursprung der Katze im Wappen lässt sich nicht mehr eindeutig klären. Der Gemeindename wird im heutigen Wappen bildlich wiedergegeben: die Katze für „katz-“ und eine grüne, nasse Wiese für „-wang“ („-wang“ bedeutet hier so viel wie „Wiese am Hang“).                           |
|        | Markt Kornburg                  |                  | 1347 |                              | Das Wappen zeigt im roten Feld drei braune Berge. Aus jedem Berg sprießt eine Kornähre (vielleicht als Bestimmungswort des Ortsnamens). Auf dem höheren Berg steht die Kornburger Burg in ihrer ursprünglichen Form, oben mit zwei Erkern gestaltet. Auf den Turmspitzen weht die schwarz-weiße Flagge der Zollern.                                                                                                |